# Château de Françon
Le château de Françon (ou « domaine de Françon ») est un édifice dont la construction, dans le dernier quart du XIXe siècle, fut confiée aux architectes Ralph Selden Wornum et Edward Salomo. Il est situé à Biarritz, dans le département français des Pyrénées-Atlantiques en région Nouvelle-Aquitaine.
Son propriétaire, Lord Pennington Mellor, était un armateur fortuné qui voulut partir d'Angleterre (son pays d'origine) pour s'installer en France; selon lui pour faciliter son commerce nautique.
Il a été situé par les architectes pour sa vue panoramique sur l'océan Atlantique et son air iodé avec vertus thérapeutiques.
Certaines pièces du château sont classées par les monuments historiques depuis 1999 alors que tous les éléments bâtis sont inscrits par arrêté du 31 décembre 1993, modifié par arrêté du 20 juin 1994.
Le château de Françon a été vendu à la Caisse nationale des allocations familiales en 1948, et a été transformé en centre d'accueil en 1985. Il est désormais sous la gestion locative de VTF. La Caisse d'allocations familiales de la Gironde restant propriétaire.

## Description
Le château est du style anglo-normand. En vue externe, il possède des baies vitrées, deux tourelles et quelques vitraux. Quant à l'intérieur, il possède au rez-de-chaussée un hall en parquet avec une cheminée, une ancienne bibliothèque, un vestibule pour y ranger les affaires des gens y étant invités (à l'époque), une salle à manger ou salle de bal, un salon japonais, et une salle pour les hommes, appelée le fumoir.
Au premier étage se trouvent les chambres de John Pennington Mellor et de sa femme, un grand salon autour duquel s'organisent les pièces de leurs deux enfants, de chambres de bonnes, du cabinet de travail du lord, et d'une très luxueuse et colorée « salle des Paons » où sont peints de nombreux paons et même une allégorie de leur famille avec des paons.
Le château était entouré d'un vaste parc d'autrefois 50 hectares soit 50 000 mètres carrés où ont été importées de nombreuses essences végétales exotiques et dont certaines existent encore de nos jours. Ainsi, en plus de chênes, hêtres et frênes, on trouve des bambous, des palmiers, séquoias, mélèzes, ginkgos. Il ne reste aujourd'hui que 4 hectares.
Devant la porte à l'ouest du parc se trouve un petit chalet suisse, d'où son nom, tout en bois, que le lord a fait venir par bateau depuis une exposition universelle.
Enfin, au beau milieu du parc se trouve une ancienne piscine creusée, ce qui est très privilégié pour l'époque, en effet, le système comprenait même une pompe pour alimenter le bassin en eau.

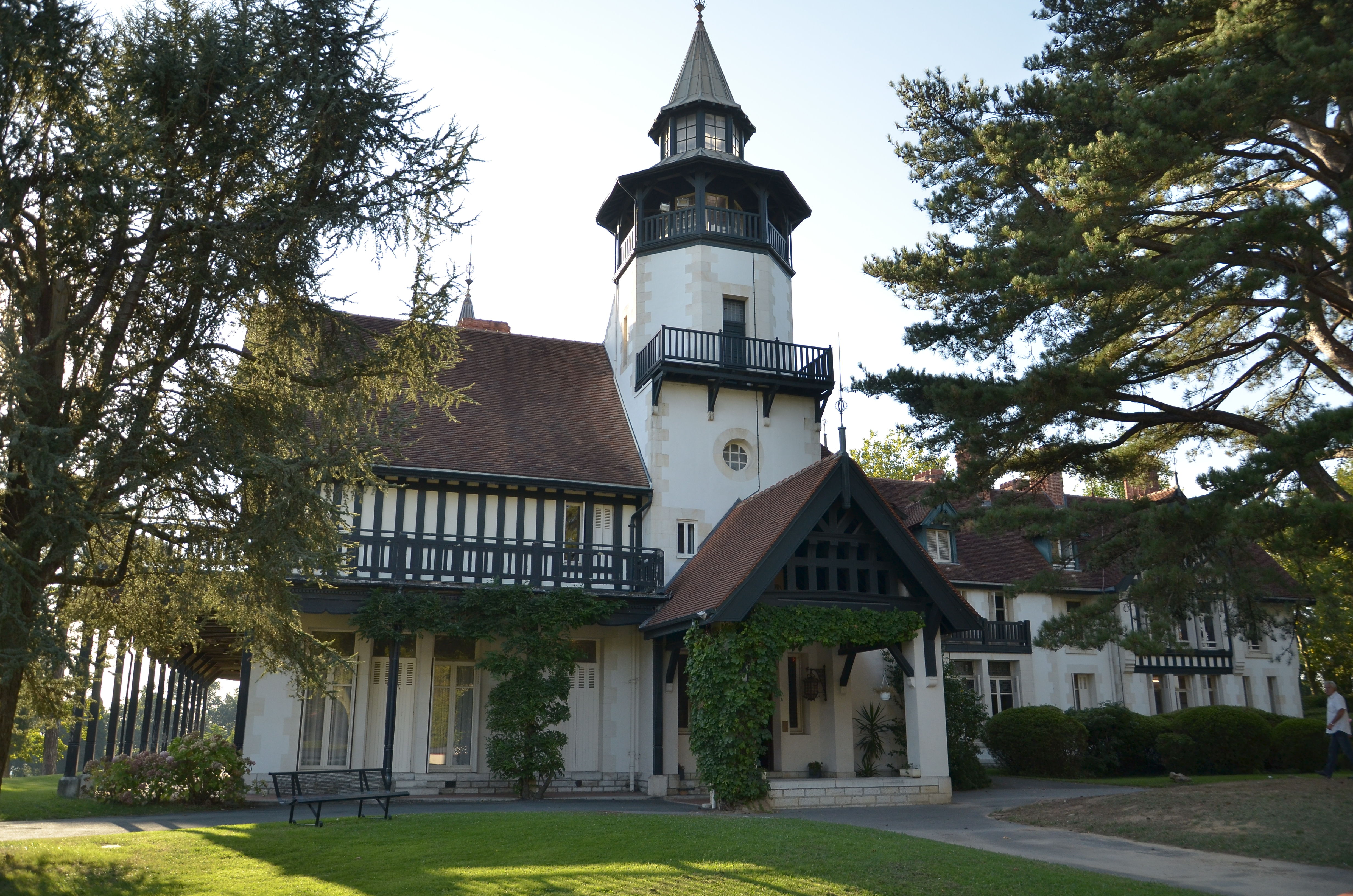
Façade principale et du bâtiment central.
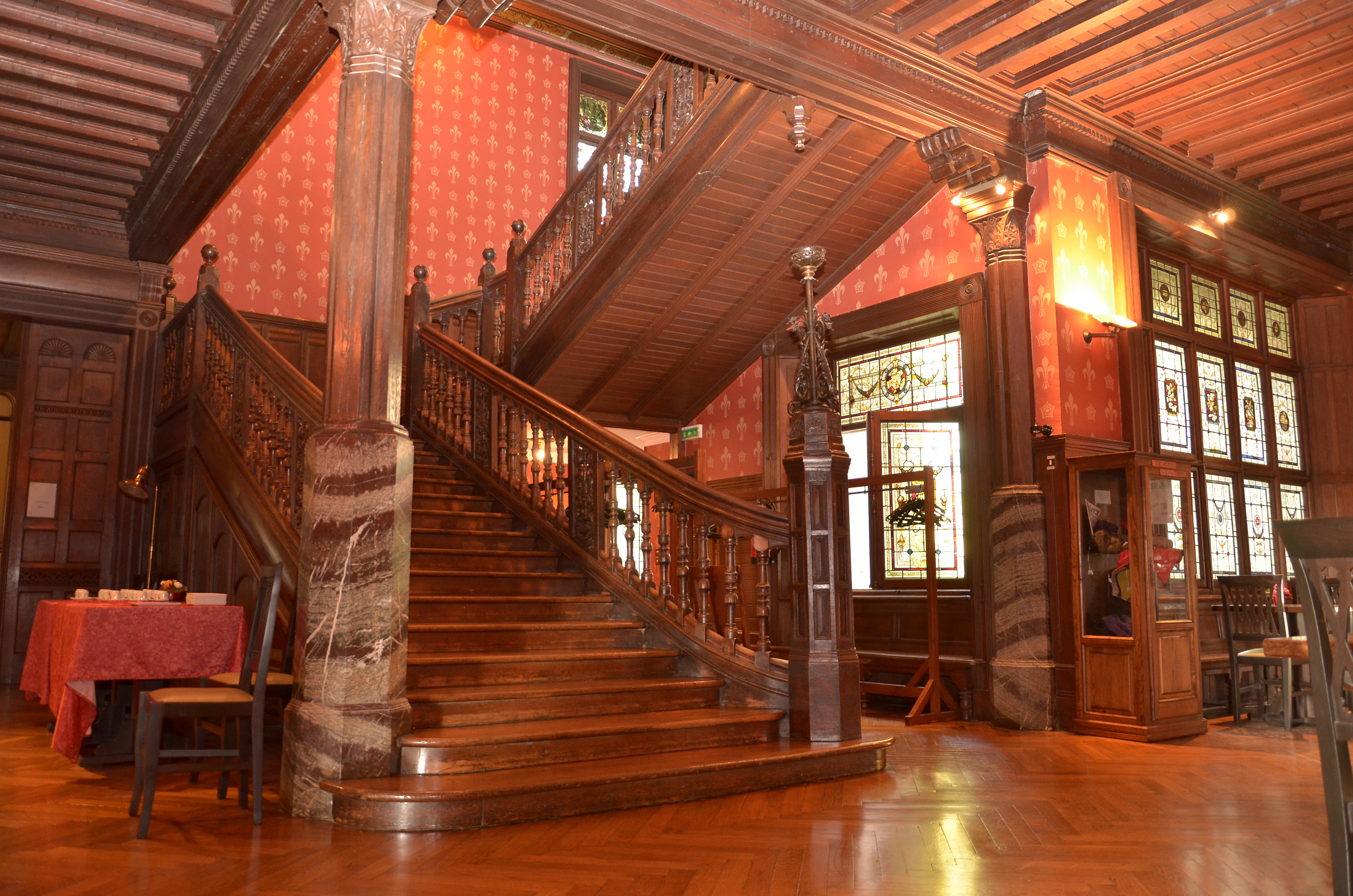
Escalier principal menant du premier au deuxième étage.
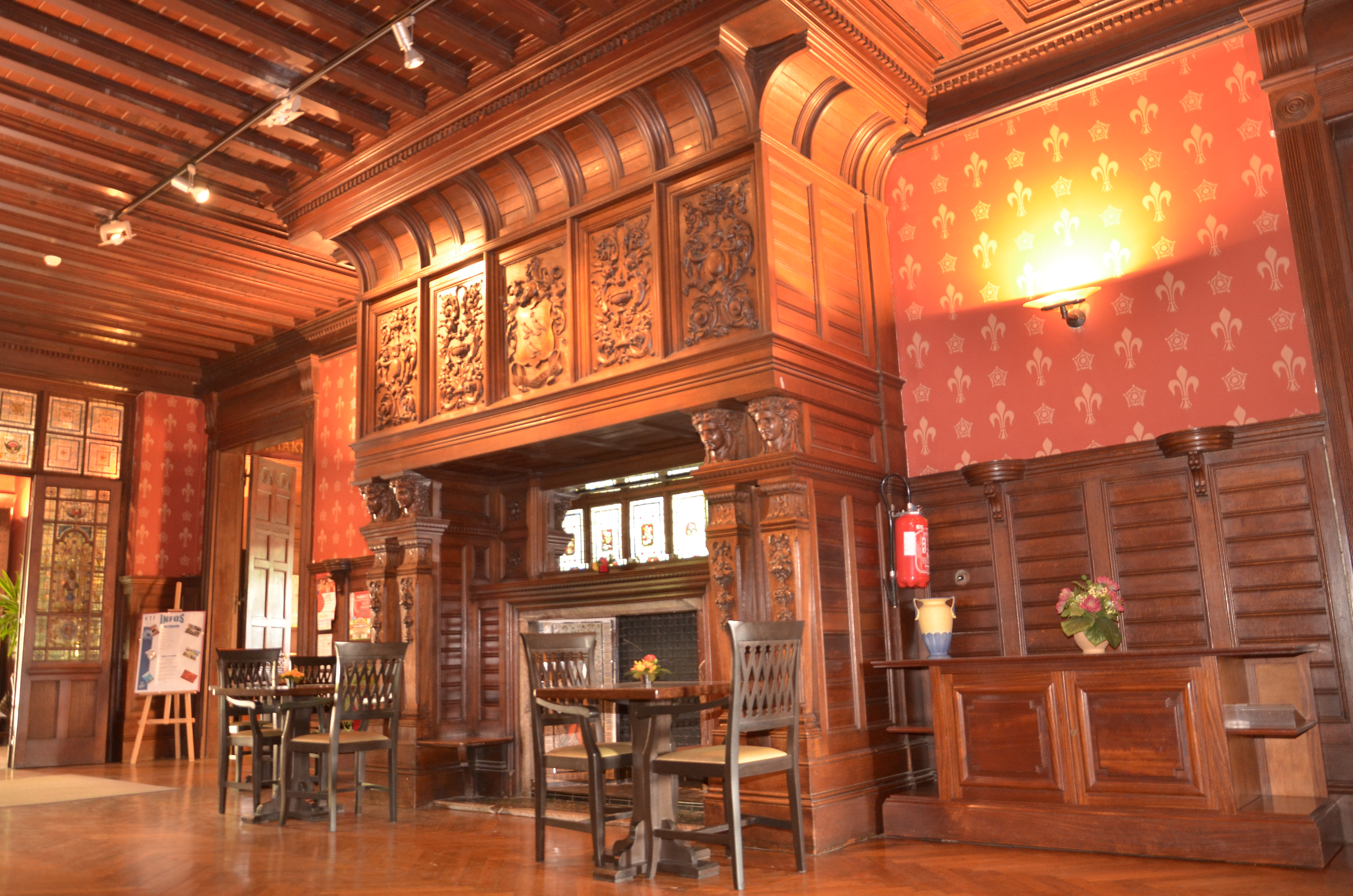
Cheminée principale.
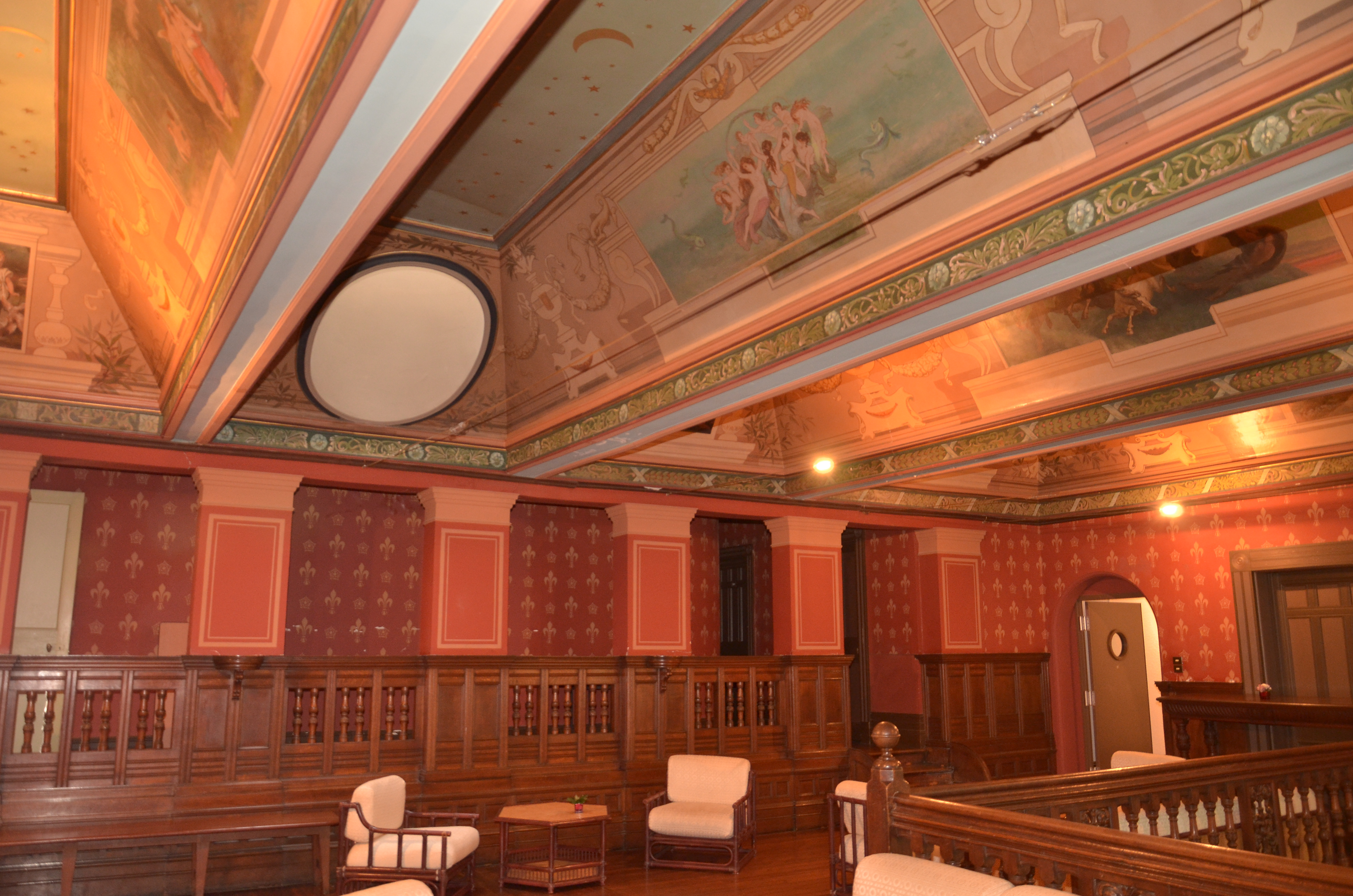
Plafond du salon au premier étage avec un oculus appelé aussi œil-de-bœuf ou puits de lumière.
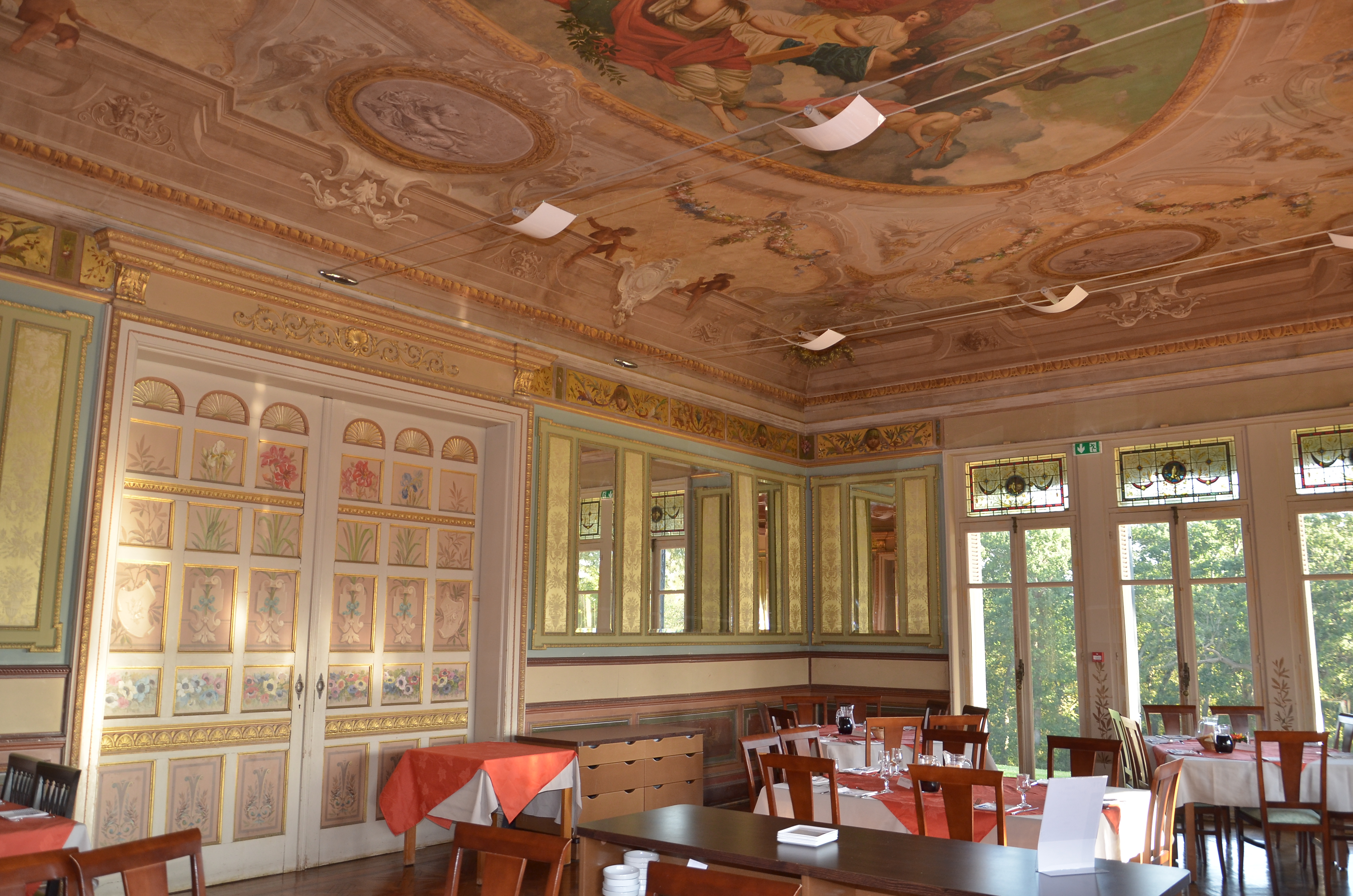
Salle à manger principale et salle de bal, avec trois doubles portes coulissantes menant au fumoir, au salon japonais et au hall d'entrée. Au plafond, médaillon central avec Apollon et les neuf muses.
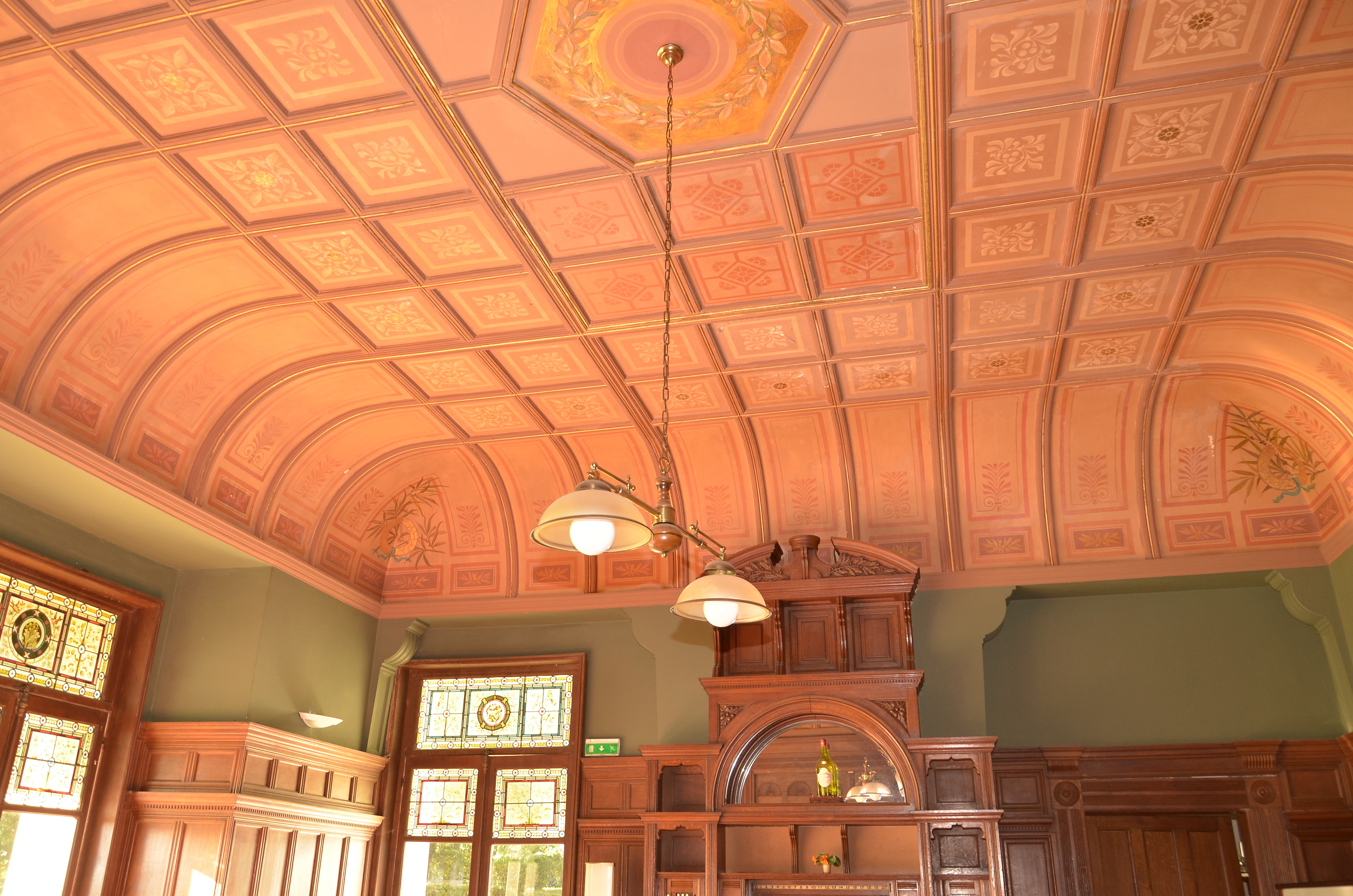
Salle à manger secondaire ou fumoir, avec autrefois billard, jeux de cartes... la haute cheminée comprend un système de planches de bois laissant apparaître des lignes pour compter les points dans les jeux et deux tiroirs dissimulés qui abritaient jadis des jeux de cartes.
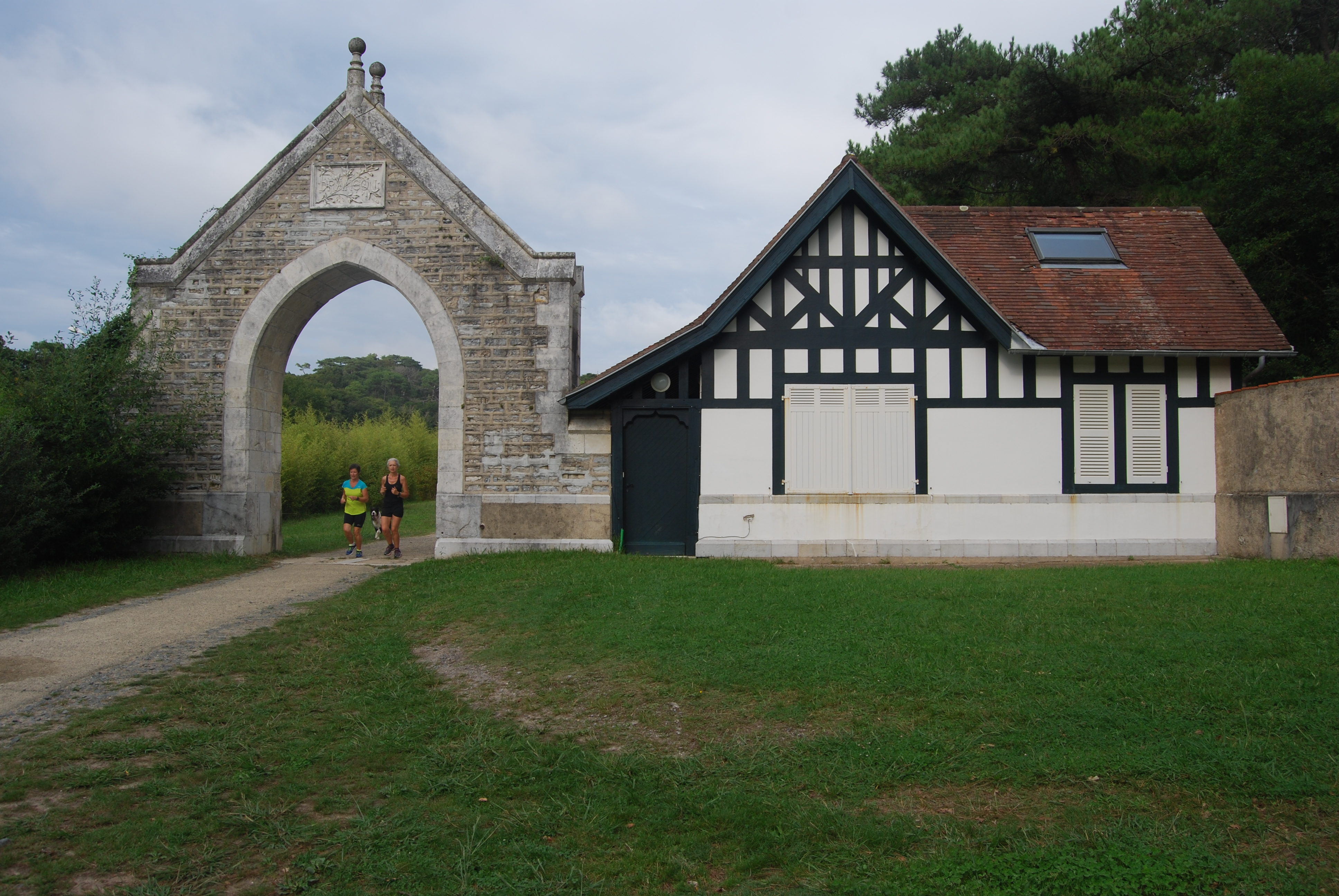
Au sud du parc, après avoir traversé la forêt et être sorti du parc, une porte, autrefois « envahie » volontairement de lierre, représentait la limite du parc ou arrivaient les calèches et chevaux. Une ancienne maison de gardien se trouve à côté.

## Le hall
Le hall est l'une des plus grandes pièces du château. Ce hall est recouvert de parquet. Les murs montrent les effigies de l'Angleterre et de la fleur de lis française sur fond pourpre. Ce hall mène au grand escalier avec un pylône en marbre et où une ancienne lampe était installée pour éclairer le soir.

Il y a une cheminée où de chaque côté de l'âtre sont peints sur des carreaux de faïence deux chasseurs avec des vêtements du Moyen Âge. Cette cheminée est aussi dominée par quatre bustes de Diane. Ces symboles relevaient la passion du propriétaire pour la chasse. Une anecdote indique que ce dernier, passionné par la chasse au renard, en aurait fait importer en quantités énormes depuis l'Angleterre jusque dans son parc.